# Ouaninou (département)
Pour les articles homonymes, voir Ouaninou.
Le département d'Ouaninou est un département de Côte d'Ivoire. 